# Sejm zwyczajny 1780
Sejm 1780 – sejm zwyczajny obradujący w Warszawie w dniach 2 października – 11 listopada 1780 roku. Do najważniejszych wydarzeń tego sejmu należało odrzucenie przez opozycję królewską, popieraną przez rosyjskiego ambasadora Stackelberga i nuncjusza Giovanni Andrea Archetti, projektu Kodeksu Zamoyskiego.
Marszałkiem sejmu był Antoni Małachowski.